# E Cergy Osny Pontoise BB
El E Cergy Osny Pontoise BB es un equipo de baloncesto francés con sede en la ciudad de Cergy, que compite en la NM1, la tercera división de su país. Disputa sus partidos en la Gymnase du 3ème millénaire .

## Posiciones en liga
- 2009 - (NM3)
- 2010 - (4-NM2)
- 2011 - (5-NM2)
- 2012 - (4-NM2)
- 2013 - (2-NM2)
- 2014 - (15-NM1)
- 2015 - (9-NM2)
- 2016 - (10-NM2)
- 2017 - (1-NM2)
- 2018 - (4-NM2)
- 2019 - (2-NM2)
- 2020 - (6-NM2)
- 2021 - (Cancelada-NM2)
- 2022 - (7-NM1)

## Palmarés
- Co-Campeón Grupo D NM2 - 2013
- Campeón NM2 - 2013